# 疑似科学

疑似科学（ぎじかがく、英: pseudoscience）とは、科学的で事実に基づいたものであると主張されているにもかかわらず、科学的方法とは相容れない言明・信念・行為のことである。似非科学（）や偽科学（）などとも呼ばれる。
疑似科学は、矛盾、誇張、反証不可能な主張、確証バイアスへの依存、他の専門家による評価への開放性の欠如、仮説形成時の体系的実践の欠如、および疑似科学的仮説が実験的に否定された後も長期間に渡って信奉されていることなどを特徴とすることが多い。なお、疑似科学と非科学は異なる概念である。
科学と疑似科学の区別は、哲学的・政治的・科学的な意味がある。科学と疑似科学を区別することは、医療・鑑定・環境政策・科学教育などの場合は実用的意義を持つ。気候変動の否定・占星術・錬金術・代替医療・オカルト信仰・創造科学などに見られる疑似科学的信念と科学的事実や理論を区別することは、科学教育とリテラシーの範疇である。
疑似科学は危険な影響を及ぼす可能性がある。たとえば、疑似科学的な反ワクチン運動や、病気の代替治療としてのホメオパシーの推進は、健康上の効果が実証されている重要な医療行為を人々が放棄することになり、不健康や死につながる。さらに、伝染病に対する正当な治療を拒否する人々は、他の人々を危険にさらしかねない。人種や民族の分類に関する疑似科学的理論は、人種差別や大量虐殺につながっている。
疑似科学という言葉は、不正確に、あるいは欺瞞的に科学として提示されているものであることを示唆しているため、特に疑似科学を支持している人々からは軽蔑的に捉えられることが多い。したがって、疑似科学を実践・擁護している人々は、この表現に異議を唱えることが多い。
英語では、ブードゥー・サイエンス（英: Voodoo science）、ジャンク・サイエンス（英: Junk science）、アンチ・サイエンス（英: Antiscience）とも呼ばれる。

## 語源
疑似科学を意味する英語の「pseudoscience」の語源は、古代ギリシア語で「偽り」を意味する接頭辞の「ψευδής」 およびラテン語で「知識」を意味する「scientia」である。この言葉は、少なくとも18世紀後半から使われていたが（たとえば、1796年にジェームズ・ペティット・アンドリュースが錬金術について言及している）、本物の科学や正しい科学とは異なるという意味での疑似科学という概念は、19世紀中葉に広まったようである。pseudo-science という言葉は、1844年の『Northern Journal of Medicine』第387号に掲載された記事で初めて使用された。
それ以前には、1843年にフランスの生理学者であるフランソワ・マジャンディーが、骨相学を「現代の疑似科学」であると称している。20世紀に入ると、この言葉は「科学的であると主張している一方で、実際には信頼できる実験的証拠に裏付けられていない、諸現象に関する説明」を軽蔑的に表すために用いられるようになった。しかし、社会文化的環境において、個人や組織の安全が脅かされていると認識された際に、より形式的で厳密な方法で用いられることもあった。

## 歴史
疑似科学の歴史とは、疑似科学の理論を経時的に研究することである。疑似科学は、科学と呼ばれるべき基準を満たしていないにもかかわらず、科学であるかのように見せかけている一連の信念のことである。

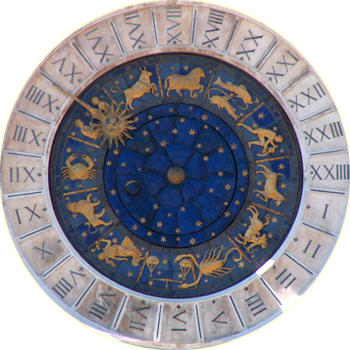
占星術で使用される黄道十二星座のサイン。

適切な科学と疑似科学を区別することは、ときに困難である。両者を区別するための提案の一つは、哲学者のカール・ポパーが提唱した「反証可能性」である。疑似科学から科学に発展した分野も存在するため、科学史や疑似科学の歴史において、この2つを区別することは特別に難しい。その一例として、錬金術などの疑似科学的・前科学的研究に起源を持つ化学が挙げられる。
疑似科学の多様性は、科学史をさらに複雑にしている。占星術などの現代の疑似科学の中には、科学時代以前に生まれたものもある。また、ルイセンコ主義のように、イデオロギーの一部として、あるいはイデオロギーへの脅威と思われるものに対抗して発展したものもある。このようなイデオロギー的プロセスの例としては、科学的な進化論に対抗して作成された創造科学やインテリジェント・デザインが挙げられる。

## 科学との関係
疑似科学は、科学的方法や反証可能性、およびマートンの規範などの科学的基準を遵守していないため、科学であると通常主張しているにもかかわらず、科学とは区別される。

### 科学的方法

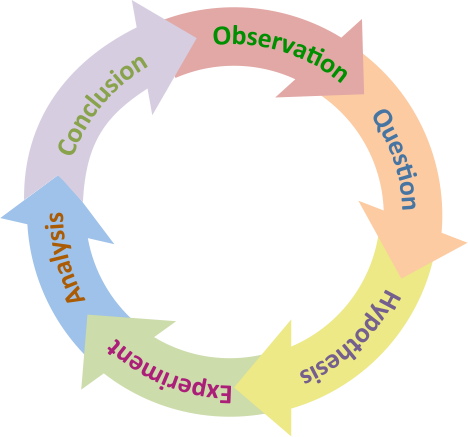
科学的方法は「仮説形成・予測・検証・問いかけ」の絶え間ないサイクルである。

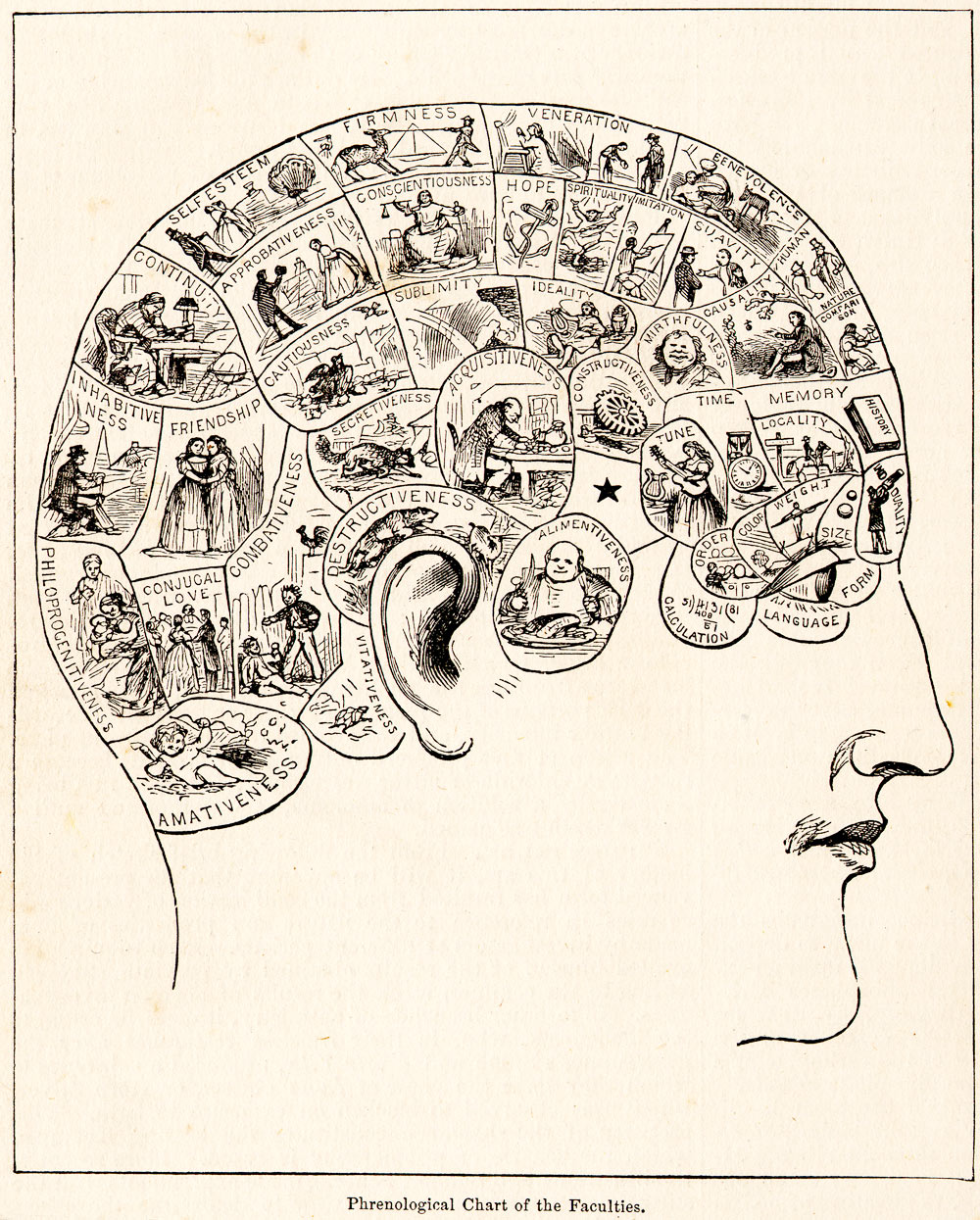
19世紀の典型的な骨相学の図表。1820年代、骨相学者は心は脳にあると主張し、心が非物質的な魂に由来することを疑ったため、批判を浴びた。頭蓋骨の「隆起」を読み取ることで性格を予測できるとした彼らの考えは、のちに否定された。骨相学は、1843年に初めて疑似科学と呼ばれ、現在も疑似科学とみなされている。

ある知識・方法・実践が科学的であるかどうかの判断基準として、科学者は多数の基本原則を受け入れている。実験結果は再現性を持ち、他の研究者によって検証されるべきである。これらの原則は、実験が同じ条件下で測定可能な形で再現できることを保証し、所与の現象に関連する仮説または理論が有効かつ信頼できるかどうかを判断するために、さらなる研究を可能にすることを目的としている。基準では、科学的方法を全面的に適用し、無作為化、公正なサンプリング手順、研究の盲検化、およびその他の方法によってバイアスを制御、または排除することが要求される。実験条件や環境条件を含むすべての収集データは、精査と査読のために文書化され、追試や反証のためにさらなる実験や研究が行われることが期待される。また、有意性・信頼性・誤差を統計的に定量化することも、科学的方法の重要なツールである。

### 反証可能性
20世紀中葉、哲学者のカール・ポパーは、科学と非科学を区別するために「反証可能性」という基準を強調した。言明、仮説、または理論は、それらが誤っていることが実証される可能性を内包していれば、反証可能性を有している。つまり、それらを否定する観測や論証を考えることが可能であれば、反証可能性がある。ポパーは、占星術や精神分析を疑似科学の例とし、アインシュタインの相対性理論を科学の例とした。ポパーは、非科学（英: Nonscience）を、哲学的・数学的・神話的・宗教的・形而上学的な定式化、もう一方では疑似科学的な定式化に細分化した。
ある主張が反証可能であることの明確な必要性を示しているもう一つの例は、カール・セーガンの著書『悪霊にさいなまれる世界』の中で、彼がガレージに飼っている不可視のドラゴンについて論じた際に述べられた。そこでは、このドラゴンが存在するという主張を否定する物理的な検証方法は存在しないことが指摘されている。いかなるテストを考案しようと、不可視のドラゴンには当てはまらないための理由があるため、最初の主張が誤りであることを実証できないのである。セーガンは次のように結論づける。
さて、熱のない炎を吐き、肉体を持たず、目に見えない空飛ぶドラゴンと、ドラゴンが完全に存在しないことの違いはなんだろうか？
彼は、「私の仮説が誤りであることを示せないことは、それが真実であると証明することとまったく同じではない」と述べ、そのような主張が真実であったとしても、それは科学研究の範疇には入らないと説明した。

### マートンの規範
1942年、ロバート・K・マートンは、真の科学とは何かを示す5つの「規範」を明らかにした。彼は、これらの規範のいずれかに違反している試みを非科学的なものと捉えた。なお、これらの規範は、科学界で広く受け入れられているものではない。
- 独創性: 実験や研究は、科学界に新しい何らかのものを提示しなければならない。
- 分離性: 科学者がその科学を実践する理由は、単に知識の拡大のためでなければならない。科学者は、ある結果を期待する私的理由を持ってはならない。
- 普遍性: ある人が他者よりも容易にテストの情報を得ることができてはならない。社会階級、宗教、民族、その他の個人的要因が、ある種の科学を受け取ったり、実行したりする能力に影響を与えるべきではない。
- 懐疑心: 科学的事実は信仰に基づいてはならない。すべての事例や議論に疑問を持ち、誤りや根拠に乏しい主張がないかを常に確認すべきである。
- 開放性: 取得した科学的知識は、すべての人に利用可能にすべきである。また、研究結果は公表され、科学界で共有されるべきである[31]。

### 問題認識の拒否
1978年、哲学者のポール・サガードは、疑似科学を科学と区別できるのは、主に長期間にわたって代替理論に比べて進歩がなく、提唱者が理論の問題点を認めず、対処しない場合であると提案した。1983年、マリオ・ブンゲは、疑似科学と科学を区別するために、「信念の分野」と「研究の分野」の2つからなるカテゴリーを提案した。前者は主に個人的で主観的なものであり、後者は一定の体系的方法を伴うものである。スティーヴン・ノヴェラなどによる、科学的懐疑主義に関する書籍『The Skeptics' Guide to the Universe』（2018年）では、疑似科学の大きな特徴の一つとして、批判に対する敵意が挙げられている。

### 用語に対する批判
ポール・ファイヤアーベントなどの科学哲学者は、科学と非科学を区別することは不可能かつ望ましいことではないと主張した。科学と非科学の区別を困難にしているのは、科学理論や方法が新たなデータに応じて進化する速度が異なることである。ラリー・ラウダンは、疑似科学には科学的な意味はなく、主に我々の感情を表すために使われていると指摘しており、次のように述べている。
もし理性の側に立ちたいのであれば、「疑似科学」や「非科学的」といった語彙は放棄すべきである。これらの言葉は、我々に感情的に働きかけるだけの空虚なフレーズに過ぎない。
同様に、リチャード・マクナリーも次のように述べている。
「疑似科学」という言葉は、メディアのサウンドバイトにおいて、相手を素早く否定するための扇動的なバズワードに過ぎなくなっている。医療分野の起業家が自身の治療法を主張するとき、我々は彼らの治療法が疑似科学的であるかどうかを判断することに時間を費やすべきではない。むしろ、我々は彼らに次のように尋ねるべきである。「その治療介入が効果的であるということをどのように知ったのか？エビデンスはあるのか？」と。

### その他の定義
哲学者のシルビオ・フントヴィッチとジェローム・ラベッツは、「疑似科学とは、出力が完全に不確実にならないように、入力の不確実性を抑えなければならないものと定義できる」と述べている。この定義は、『Uncertainty and Quality in Science for Policy』に記載されており、定量的な情報を扱う技術が失われていることや、予測の精度を高めるために、予測を定式化するために使用された入力の不確実性を無視するという悪い慣習を示唆している。この言葉の使い方は、ポスト・ノーマル・サイエンスの実践者の間でよく使われている。このように理解した場合、疑似科学は、NUSAPや感度監査（数理モデリングの場合）など、定量的情報の不確実性を評価するための優れた手法を用いて戦うことが可能となる。

## 指標

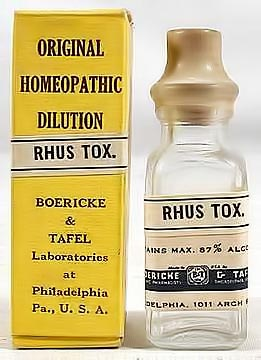
ホメオパシーで使用されるレメディの一つである「ルス・トキシコデンドロン」。ツタウルシから抽出される。

科学研究の規範を遵守しているように示されているにもかかわらず、明らかにその規範を遵守していない場合、その主題・実践・知識体系は疑似科学と呼ばれる可能性が高い。以下は、その指標を列挙したものである。

### 不明瞭・大言壮語・検証不可能な主張
- 正確ではなく漠然としており、具体的な測定結果が欠如している科学的主張[42]。
- 説明力がない、あるいはほとんどない主張[43]。
- 操作的定義（英語版）を行っていない。操作的定義とは、定義者以外の人が独立して測定、またはテストできるように、対象となる変数、用語、または関心対象を公開することである[注釈 4]。再現性の項目も参照。
- 倹約の原則を合理的に適用していない。つまり、複数の有効な説明が可能な場合に、可能な限り追加の仮定を必要としない説明を求めることを怠っている[45]。詳細はオッカムの剃刀を参照。
- 蒙昧主義的な言葉遣いをしており、主張に科学的な装いを持たせるために専門用語を濫用している。
- 境界条件が欠如している。十分に信頼できる科学理論の大多数は、予測される現象が適用される場合とそうでない場合の境界条件を明確にしている[46]。
- 実験計画において、プラセボや二重盲検などの効果的な対照実験が欠如している。
- 物理学や工学における基本的かつ確立された原理に対する理解が不足している[47]。

### 反証よりも確証へ依存している
- 観測か物理的実験によって誤りであることが示されるという論理的可能性を許容しない主張[28][48]。反証可能性の項目も参照。
- ある理論が、その理論が予測するということが示されていない何らかのものを予測しているという主張[49]。予測力を与えない科学的主張は、よい場合では「思い込み」、悪い場合では「疑似科学」とみなされる[50]。論点のすり替えも参照。
- 誤りであることが証明されていない主張は、それゆえに真実であり、その逆もまた然りであるという主張[51]。詳細は無知に訴える論証を参照。
- 証言や事例証拠、または個人的な経験に過度に依存している。このような証拠は、発見の場面（すなわち、仮説形成の段階）では有用かもしれないが、正当化（英語版）の場面（たとえば、統計的仮説検定）では使用すべきではない[52]。
- 主張を支持するようなデータを提示する一方で、対立するデータを抑制したり考慮したりしていない[37]。これは選択バイアスの一例であり、データの収集方法に起因する証拠やデータの歪曲である。選択効果と呼ばれることもある。
- 過去に他の場所で公表された過剰な主張や未検証の主張を繰り返し、あたかも真実であるかのように喧伝している。独自の経験的調査を行わない、このような無批判な二次報告の蓄積は、ウーズル効果と呼ばれる[53]。
- 立証責任が逆転している（消極的事実の証明）。科学では、主張する側に立証責任があり、批判する側にはない。疑似科学的な議論は、この原則を無視し、懐疑論者に対して、ある主張（たとえば、新しい治療法の有効性に関する主張）が誤りであるという合理的な疑いを超え、それを証明することを要求する場合がある。普遍的な否定を証明することは本質的に不可能であるため、この戦術は立証責任を主張側ではなく懐疑側に不正に負わせている[54]。悪魔の証明も参照。
- 還元主義ではなくホーリズムに訴えている。特に有機医療、代替医療、自然療法、メンタルヘルスなどの分野において疑似科学的主張を行う人は、否定的な知見を否定するために「ホーリズムのマントラ」に頼ることが多い[55]。

### 他の専門家による検証への開放性の欠如
- 結果公表前の査読を回避している（「記者会見による科学（英語版）」と呼ばれる）[54][56][注釈 5]。既に受容されている科学理論に反する考えを提唱する人の中には、査読は確立されたパラダイムに偏っているという理由や、標準的な科学的方法では主張を十分に評価できないなどの理由から、自身の考えを査読にかけることを避ける人がいる。このような提唱者は、査読プロセスから距離を置くことにより、情報に通じた研究者仲間からの修正的フィードバックを得る機会を喪失している[55]。
- 科学研究に資金を提供している機関や出版社の一部は、他の研究者が独立して論文を評価できるように、著者に対してデータの共有（英語版）を求めている。他の研究者が主張を再現できるような適切な情報を提供しないことは、開放性の欠如につながる[57]。
- データや方法論の独立したレビューが求められた際に、秘密や独自の（専有の）知識の必要性を訴えている[57]。
- あらゆる視点からの知識豊富な支持者による、証拠に基づく実質的な議論が推奨されていない[58]。

### 進展がない
- 主張を裏付ける追加の証拠を得ることに失敗している[48][注釈 3]。テレンス・ハインズは、過去2千年間ほとんど変化していない分野として、占星術を挙げている[46][32]。
- 自己修正の欠如。科学的な研究計画は、間違いを犯すこともあるが、時間経過とともにそれらの間違いを低減させていく傾向にある[59]。それとは対照的に、矛盾する証拠があるにもかかわらず、そのままの形で残存している考えは、疑似科学とみなされる場合がある。これらの特徴は、『Scientists Confront Velikovsky』（1976年、コーネル大学）という著作でも詳説されており、トーマス・クーンの著作『科学革命の構造』（1962年）でも、疑似科学の特徴の一覧にある項目のいくつかについて触れられている。
- 裏付けとなる実験結果の統計的有意性が時間が経っても改善されておらず、有意水準に近いことが普通となっている。通常、実験技術が向上するか、実験が繰り返されることにより、より強力な証拠が得られるが、統計的有意性が改善されていない場合は、通常、単に偶然によって成功するまで実験が繰り返されていることを示している。

### 問題の擬人化
- 閉鎖的な社会集団と権威主義的パーソナリティ、および反対意見の抑圧と集団思考は、合理的根拠のない信念の採用を助長する。自分たちの信念を確認しようとするあまり、その集団は批判者を敵とみなす傾向に転じる[60]。
- 科学界における主流派が疑似科学的な情報を抑圧しているという陰謀論を主張している[注釈 6]。
- 批判者の動機・性格・道徳・能力などを攻撃している[60][注釈 7]。詳細は人身攻撃を参照。

### 誤解を招く言葉遣い
- 科学的に見える専門用語を作成し、非専門家に嘘や意味のない話を信じ込ませている。たとえば、水のことを「一酸化二水素」（DHMO）というあまり使われない名称で呼称し、ほとんどの毒液の主成分であると表現することで、一般の人々がいかに簡単に惑わされるかを示すという、昔からあるいたずらが挙げられる。
- 確立された専門用語を奇妙な方法で使用しており、その分野の主流の研究に精通していないことが示されている。

## 普及率

### アメリカ合衆国
アメリカでは、科学の原理や方法を十分に理解していない、科学リテラシーの低い人が人口の多くの割合を占めている。『Journal of College Science Teaching』の中で、アート・ホブソンは次のように述べている。「疑似科学的信念は、驚くほど我々の文化に浸透しており、公立学校の科学教師や新聞編集者の間でさえ広まっている。そしてこれは、科学リテラシーの欠如と密接に関連している」。しかし、同誌に掲載された1万人の生徒を対象に行われた研究では、科学的知識と疑似科学を信じることの間に強い相関関係はないと結論づけられている。
カール・セーガンは、著書『悪霊にさいなまれる世界』の中で、中国政府と中国共産党が、中国における西洋の疑似科学の発展と、中国古来のある種の慣習に懸念を抱いていることについて論じている。彼は、米国で発生している疑似科学を世界的傾向の一部として捉え、その原因・危険性・診断・治療法は世界共通である可能性を示唆している。
2006年、アメリカ国立科学財団（NSF）は、科学と工学に関する論文の要旨を公表し、現代における疑似科学の普及について簡潔に述べた。それによると、「疑似科学への信仰は広く行き渡っている」とされ、ギャラップ調査を参考に、世論調査で挙げられた10種類の一般に信じられている超常現象の例を信じていることが「疑似科学的信念」であるとされた。その項目は、「超感覚的知覚・幽霊・幽霊屋敷・テレパシー・透視・占星術・死者との精神的交信・魔女・輪廻転生・チャネリング」である。このような疑似科学への信仰は、科学がどのように機能するかについての知識の欠如を表している。科学界は、証明されていない主張に一般人が過敏に反応することに対する懸念から、科学に関する情報を伝えようとすることがある。NSFは、米国における疑似科学信仰は、1990年代に広まり、2001年頃にピークを迎え、その後やや減少したが、疑似科学信仰は依然として一般的であると述べている。NSFの報告書によると、社会において疑似科学的問題に関する知識が不足しており、疑似科学的行為が一般的に行われているという。調査によると、米国の成人のうち、約3分の1が占星術を科学的だと考えているという。

### 人種差別主義との関連性
疑似科学作家、および疑似科学的研究者と、彼らの反ユダヤ主義・人種差別・ネオナチズム的背景との間には多くの繋がりがある。彼らは、自身の信念を強化するために疑似科学を利用することが多い。最も優勢な疑似科学作家の一人は、フランク・コリンである。彼はナチスを自称しており、著作の中でフランク・ジョセフと名乗っている。彼の著作の大半は、アトランティスや地球外生命体との遭遇、およびレムリアなどの古代文明をテーマにしており、白人至上主義的なニュアンスを含んでいることが多い。たとえば、コロンブス以前のヨーロッパ人が北アメリカに移住していたという主張や、アメリカ先住民の文明はすべて白人の子孫が興したものであるといった主張を展開している。
オルタナ右翼が疑似科学をイデオロギーの根拠としていることは、今に始まったことではない。反ユダヤ主義の基盤は、すべて疑似科学か科学的人種主義に基づいている。サンダー・ギルマンは、ニューズウィーク誌に寄稿した記事の中で、疑似科学コミュニティの反ユダヤ主義的見解について解説している。
疑似科学の世界に登場するユダヤ人は、科学を利用して邪悪な目的を達成しようとする、病んでいて愚かであるか、あるいは、ばかばかしいほど頭のいい人々からなる、でっち上げられた集団である。他の集団も、彼らが自称するところの「人種科学」において、同様に描かれている。アフリカ系アメリカ人、アイルランド人、中国人、そして自分より劣っていることを証明したいあらゆる集団がそうである。
ネオナチや白人至上主義者は、自分たちの主張が単なる有害なステレオタイプではないことを「証明」する研究で、自身の主張を裏付けようとしている。たとえば、ブレット・ステファンズは、ニューヨーク・タイムズ紙にコラムを掲載し、アシュケナジムのユダヤ人は、あらゆる民族の中で最もIQが高いと主張した。しかし、ステファンズが引用した論文の研究方法と結論は、発表以降、何度も疑問視されているものである。その研究の著者のうち、少なくとも一人は、南部貧困法律センターによって白人ナショナリストと認定されていることが判明している。
科学誌のネイチャーは、ここ数年、特に集団遺伝学や古代のDNAを扱う研究者らに対して、研究を悪用しようとする過激派について警告する論説を何度も掲載している。ネイチャー誌に掲載された記事『Racism in Science: The Taint That Lingers』によると、20世紀初頭の優生学的疑似科学は、アジアやヨーロッパの一部からの移民を阻止しようとした米国の1924年移民法のように、公共政策に影響を与えるために利用されてきたという。「人種」は、科学的に妥当な概念ではないということが研究によって繰り返し示されているにもかかわらず、一部の科学者は「人種」間の測定可能な生物学的差異を探し続けている。

## 説明
Singer & Benassi（1981）によると、疑似科学的信念は、少なくとも4つの要因により発生するという。
- 個人的経験に起因する一般的な認知の誤り。
- マスメディアによる、誤ったセンセーショナルな報道。
- 社会文化的要因。
- 不十分な、あるいは誤った科学教育。

Eve & Dunn（1990）は、Singerらの調査結果を支持し、高校の生活科学と生物学の教師が疑似科学的信念を広めていることを発見した。

### 心理学
疑似科学の心理学は、何が科学的で何が疑似科学的であるかを明確にすることによって、疑似科学的な考え方を探り、分析することを試みている。疑似科学的思考の原因としては、反論よりも確認を求める傾向（確証バイアス）、心地よく感じる信念を抱く傾向、過度に一般化する傾向などが提案されている。Beyerstein（1991）によると、人間は類似性のみに基づいた関連付けをする傾向にあり、因果関係を考える際に誤帰属を犯す傾向にあるという。
マイケル・シャーマーによる信念依存的実在論の理論は、脳は本質的に、五感で感知したデータをスキャンし、パターンや意味を探し出す「信念のエンジン」であるという着想に基づいている。また、脳には、論理性のない本能に基づいた推論や仮定の結果として、認知バイアスを生み出す傾向があり、通常、認知におけるパターンが生じることにつながっているという。このようなパターニシティ（patternicity）と行為主体性（agenticity）の傾向は、「バイアスの盲点と呼ばれるメタバイアス、つまり、他人の判断におけるバイアスの影響を認識できる一方で、自分自身の判断に対するバイアスの影響を認識できない傾向」によっても引き起こされる。リンデマンは、社会的動機、つまり「自己と世界を理解すること、結果をコントロールする感覚を持つこと、所属すること、世界を善意あるものとみなすこと、自尊心を維持すること」などは、科学的な情報よりも、疑似科学の方が「より簡単に」満たすことができる場合が多いと述べている。さらに、疑似科学的な説明は、一般的に理性的に分析されるのではなく、経験的に分析される。理性的思考とは異なる一連の規則に基づいて行われる経験的思考は、「個人的に機能し、満足感を与え、十分なもの」である場合、その説明を妥当なものとみなし、科学によって提供されるよりも個人的な可能性がある世界に関する説明を提供し、複雑な出来事と結果の理解にかかる潜在的労力を減少させる。

### 教育と科学リテラシー
科学的証拠よりも疑似科学を信じる傾向が存在する。一部の人は、疑似科学を信じる人が多いのは、科学リテラシーが欠如している人が多いためであると考えている。努力をほとんど要しない我々のデフォルトのOSである「システム1」を使用して、目先の満足を得ようとする傾向があるため、科学リテラシーを持たない人は、希望的観測に陥りやすい。このシステムは、自身が信じる結論を受け入れ、信じない結論を拒否することを促進する。複雑な疑似科学的現象を分析するためには、規則に従い、複数の次元で対象物を比較し、選択肢を検討するシステム2が必要である。この2つのシステムには、他にもいくつかの違いがあり、二重過程理論でさらに詳細に検討されている。科学的で世俗的な道徳や意味の体系は、一般的に、ほとんどの人にとって満足の行くものではない。人間は本来、幸福と充足を追求する前向きな種であるが、よりよい人生の非現実的な約束を掴もうとすることがあまりにも多いのである。
疑似科学的思考は、明らかにされる必要がある、多くの個人に存在する因果関係と有効性の錯覚的知覚であるため、心理学はそれについて多く論じている。研究では、本を読んだり、広告を見たり、他者の証言を聞いたりといった、特定の状況にさらされた大多数の人に錯覚的思考が発生し、それが疑似科学的信念の基礎となっていることが示唆されている。錯覚は珍しいことではなく、適切な条件を与えられれば、通常の感情的状況であっても系統的に発生させることができると考えられている。疑似科学を信じる人々が最も不満に感じることの一つは、アカデミズム科学が彼らを愚か者のように扱っていることである。現実世界で、これらの錯覚を最小限に抑えることは容易ではない。この目的のために、エビデンスに基づいた教育プログラムを設計することは、人々が自分自身の錯覚を認識し、軽減するために有効である。

## 科学との境界

### 分類
哲学者は知識の種類を分類している。英語では、科学（science）という言葉は、特に自然科学と、それに関連する社会科学と呼ばれる分野を表すために使われる。正確な境界については、科学哲学者の間で意見が分かれている。たとえば、数学は経験的なものに近い形式科学なのか、それとも純粋な数学は論理学の哲学的研究に近く、したがって科学ではないのかなどである。しかし、科学的ではない（not scientific）観念は非科学的（non-scientific）であるという点では、すべての人が同意している。non-science という大きなカテゴリーには、歴史学・形而上学・宗教・芸術・人文科学など、自然科学と社会科学以外のすべての事柄が含まれる。このカテゴリーをさらに細分化すると、unscientific な主張は、上位のカテゴリーである non-scientific な主張の部分集合となる。このカテゴリーには、特に、優れた科学に直接反対するすべての事柄が含まれる。un-science には、「悪い科学」（自然界について何かを学ぼうとする善意に基づく試みの中で犯した誤りなど）と疑似科学の両方が含まれる。したがって、疑似科学は un-science の部分集合であり、un-science は non-science の部分集合である。
また、科学は、経験的研究と検証によって得られる物理的世界への洞察を提供するという点で、啓示・神学・スピリチュアリティとも区別される。最も有名な論争は、生物の進化と共通祖先の概念、地球の地質学的歴史、太陽系の形成、および宇宙の起源に関するものである。神や霊感による知識に由来する信念体系は、科学的であると主張したり、確立された科学を覆すようなものでなければ、疑似科学とはみなされない。さらに、執り成しの祈りで病気が治るというような特定の宗教的主張は、検証不可能な信念に基づいていることがあるが、科学的方法で検証することができる。
通俗科学の言明や通説は、科学の基準を満たしていない場合がある。「ポップ」・サイエンスは、一般の人々の間で科学と疑似科学の境界を曖昧にする可能性があり、また、サイエンス・フィクションも含む場合もある。実際に、通俗科学は、科学的方法論や専門家による査読に責任を持たない人々によって安易に発せられ、広められることがある。
所与の分野の主張が実験的に検証可能なものであり、基準が守られていれば、その主張がいかに奇妙かつ驚くべきもので、直感に反するものだとしても、疑似科学ではない。科学は、反証される可能性がある仮説を検証することから構成されているため、仮に主張が既存の実験結果や確立された理論と矛盾していても、その方法が健全であれば、注意する必要がある。そのような場合、その研究は「まだ一般的に受け入れられていない」観念と表現する方がよい可能性がある。「プロトサイエンス」は、科学的方法で十分に検討されていないが、既存の科学と矛盾しない、あるいは矛盾している場合には、その矛盾を合理的に説明することができる仮説を指す言葉である。また、実用的知識から科学的な分野への移行を意味することもある。

### 哲学
カール・ポパーは、科学と疑似科学、あるいは形而上学（存在の意味を問う哲学的問題）とを区別するためには、「観察や実験に基づく帰納的な経験的方法を厳密に遵守している」という基準では不十分であると述べている。彼は、真の経験的方法と非科学的方法、ひいては疑似科学的方法を区別する方法を提案した。後者の例としては、観察や実験に訴える占星術が挙げられる。占星術は、ホロスコープや伝記などの観察に基づく経験的証拠を持っていたが、許容可能な科学的基準を使用することに大きく失敗した。ポパーは、科学と疑似科学を区別するための重要な基準として、「反証可能性」を提唱した。
ポパーは、反証可能性を説明するために、人間の2つの行動例をジークムント・フロイトやアルフレッド・アドラーの理論に基づいて説明した。その例は、「溺れさせるつもりで子供を水中に突き落とす人と、子供を助けようとして自分の命を犠牲にする人」である。フロイトの観点では、一人目の男はエディプスコンプレックスに起因する心理的抑圧に苦しんでおり、二人目の男は昇華を達成している。アドラーの観点では、二人とも劣等感に苦しんでおり、自身の能力を証明しなければならないと考えている。一人目の男では、それによって犯罪へと駆り立てられ、二人目の男では、子供を救うことに駆り立てられたということになる。ポパーは、フロイトやアドラーの理論では、人間の行動を説明できないという反例を見つけることができなかった。ポパーは、それは観察結果が常に理論に適合しているか、あるいは確証されているからであり、それは理論の長所であるどころか、むしろ短所であると主張した。ポパーは、これとは対照的に、「物質的な物体が引き付けられるのとまったく同じように、光は重い物体（太陽など）によって引き付けられる必要がある」と予測したアインシュタインの重力理論を例に挙げた。これに従うと、太陽に近い恒星は、太陽から少し離れたところに移動しているように見え、お互いに離れているように見える。この予測は著しいリスクを伴うものだったため、ポパーにとって非常に衝撃的なものだった。通常では、太陽の明るさのために、この効果を観測することができないため、日食中に写真を撮り、夜に撮った写真と比較しなければならない。ポパーは、「観測の結果、予測されていた効果が確実に存在しないことがわかれば、その理論は単純に反証される」と述べている。また彼は、理論の科学的地位の基準を、反証可能性・反駁可能性・検証可能性の3つにまとめている。
ポール・サガードは、科学と疑似科学を区別するために、占星術をケーススタディとして用い、それらを区別するための原則と基準を提案した。第一に、占星術は、プトレマイオス以来、更新されておらず、説明力も追加されていない。第二に、天文学における分点の歳差運動などの未解決問題を無視している。第三に、性格や行動に関する代替理論は、占星術が静的に天の力に帰している現象の説明を包含するように成長していった。最後に、占星術師は、未解決問題を解決するために理論を発展させることや、他の理論との関係で理論を批判的に評価することに無関心なままである。サガードは、この基準を占星術以外の分野にも適用することを考えた。それにより、物理学・化学・天文学・地球科学・生物学・考古学を科学の領域に残したまま、魔術やピラミッド学などを疑似科学として区別することができると彼は考えたのである。
ラカトシュ・イムレは、科学哲学と科学史において、科学と疑似科学を区別する規範的方法論の問題である「線引き問題」の社会的・政治的重要性を強調している。彼のリサーチプログラムに基づく科学的方法論の歴史的分析は、次のことを示唆している。「すべての科学理論は、永遠に『反例の海』に直面しているにもかかわらず、科学者たちは、驚くべき新事実（ハレー彗星の回帰や重力による光の歪曲など）を理論的に予測して成功させることが、優れた科学理論と疑似科学的で廃れた理論とを分かつと考えている」。ラカトシュは、「自身の方法論の歴史的好例である、ニュートンの天体力学の発展に関する斬新な可謬主義的分析」を提示しており、この歴史的転回を踏まえて、カール・ポパーやトーマス・クーンの説明における一定の不備を、彼の説明が補っていると論じている。「しかしながら、ラカトシュは、クーンがポパーを歴史的に批判していたことを認めていた。理論を徹底的に否定しなければならないとする反証主義者の考え方では、すべての重要な理論は『例外の海』に囲まれている。（中略）ラカトシュは、ポパー的反証主義の合理主義と、歴史によるそれ自体の反駁に見えるものとを一致させようとした」。
多くの哲学者が、この線引き問題を次のような言葉で解決することを試みた。十分に多くの人々が十分に強く信じている場合、その言明は知識となる。しかし、思想の歴史を見ると、多くの人々が不条理な信念を完全に信じていたことがわかる。仮に信念の強さが知識の証であるならば、悪魔・天使・悪霊・天国・地獄に関する作り話を知識として順序付けなければならない。一方、科学者は、自身の最高の理論に対しても非常に懐疑的である。ニュートンの理論は、科学がこれまでに生み出した中で最も強力な理論であるが、ニュートン自身は、遠くの物体がお互いに引き付け合うとは考えていなかった。そのため、どれだけ信念を強めようと、それは知識にはなりえない。実際に、科学的行動の特徴は、自身が最も大切にしている理論に対しても、ある種の懐疑心を持つことである。ある理論に盲目的に傾倒することは、知的な美徳ではなく、知的な犯罪である。

したがって、ある言明は、たとえそれが極めて「もっともらしく」、誰もがそれを信じていたとしても、疑似科学的であるかもしれず、逆にそれが信じられないものであり、誰もそれを信じていなかったとしても、科学的に価値のあるものかもしれない。誰も信じていないどころか、誰も理解していない理論であっても、最高の科学的価値を持つことさえあるのである。—ラカトシュ・イムレ、科学と疑似科学
科学哲学者と科学者が1世紀以上にわたって研究を続けており、科学的方法の基本的部分についてもある程度の合意がなされているにもかかわらず、科学と疑似科学の境界は論争の的となっており、分析的に決定することは困難である。疑似科学という概念は、ある理論に対して科学的方法が誤って適用されているという理解に基づいているが、大多数の科学哲学者は、異なる分野と人類史の異なる時代においては、異なる種類の方法が適切であると主張している。ラカトシュによると、科学的偉業の典型的記述単位は、孤立した仮説ではなく、「洗練された数学的技術を用いて、例外を消化し、さらには肯定的証拠に変えることができる強力な問題解決の手続き」であるという。
ポパーにとって、疑似科学とは、帰納法を用いて理論を生み出し、それを検証するために実験を行うだけのものである。ポパーは、理論の科学的地位を決定づけるのは反証可能性であるとしている。歴史的アプローチをとったクーンは、科学者がポパーの規則に従わず、圧倒的なデータでない限り反証を無視する場合があることを認めた。クーンにとって、科学とは、あるパラダイムのうちでパズルを解くことである。ラカトシュは、この論争に終止符を打つことを試み、科学はリサーチプログラムの中で行われ、その進歩性によって競い合うことを歴史が示していると指摘した。あるプログラムの主導的アイデアは、証拠によって裏付けられる予測を行うという、そのヒューリスティックな考え方によって進化していく可能性がある。ファイヤアーベントは、ラカトシュの例は選択的であり、科学史は科学的方法に普遍的な規則がないことを示しており、科学界に規則を押し付けることは進歩を妨げることになると主張した。
ラウダンは、信頼できる知識と信頼できない知識という、より一般的な区別に焦点を当てることを好み、科学と非科学の区別は擬似問題であると主張した。
ファイヤアーベントは、ラカトシュの見解を、方法論的合理主義に扮した非現実的なアナーキズムとみなしている。ファイヤアーベントの主張は、標準的な方法論の規則に決して従うべきではないというものではなく、むしろ規則を無視することで進歩する場合もあるというものであった。一般的に受容されている規則がない場合は、代わりの説得方法が必要となる。ファイヤアーベントによると、ガリレオは読者を説得するために、文体と修辞法を用いる一方で、ラテン語ではなくイタリア語で執筆し、気質的に既に受け入れられる傾向にある人々に向けて主張を展開したという。

## 政治・健康・教育

### 政治的含意
科学と疑似科学の線引き問題は、科学・哲学・政治の領域で議論されている。たとえば、ラカトシュ・イムレは、ソビエト共産党がメンデルの法則は疑似科学であると喧伝し、ニコライ・ヴァヴィロフなどの著名な科学者を含むその支持者をグラグに送ったことや、「西洋のリベラルなエスタブリッシュメント」が、疑似科学（特に社会的道徳観に反するもの）とみなしたトピックについて、言論の自由を否定していることを指摘している。
科学をイデオロギーから切り離すことができないとき、科学者が宣伝や注目を集めるために科学的知見を不正確に伝えるとき、政治家やジャーナリスト、および国家の知的エリートが短期的な政治的利益のために科学的事実を歪曲するとき、あるいは影響力のある個人が言葉を巧みに操り因果関係と相関関係を混同させるとき、何かが疑似科学となる。これらは、社会における科学の権威・価値・誠実性・独立性を低下させる。

### 健康的・教育的含意
科学と疑似科学を区別することは、医療・鑑定・環境政策・科学教育などの場合は実用的意義を持つ。実際には科学的に検証されていないにもかかわらず、科学的権威があるかのように装われている治療法は、患者にとって効果がなく、高価で危険なものである可能性があり、医療従事者・保険会社・政府の意思決定者・一般市民を混乱させる可能性がある。疑似科学によって推進された主張は、政府関係者や教育者が、カリキュラムを選択する際に誤った判断を下すことにつながる可能性がある。
学生が科学リテラシーを有しているかどうかは、科学技術の適切な使用に関する、さまざまな社会的・認知的思考スキルを、学生がどの程度、身につけているかによって決定される。科学技術を取り巻く環境の変化や、急速に変化する文化、および知識駆動時代の中で、科学分野の教育は新たな局面を迎えている。学校の科学カリキュラムを改革することは、人間の福祉に対する科学技術の影響力の変化に対処できるように、学生を教育することである。科学リテラシーとは、占星術などの疑似科学と科学を区別するためのものであり、学生が変化する世界に適応するための特性の一つである。科学リテラシーの特徴は、学生が問題解決、調査の実施、またはプロジェクトの作成に取り組むカリキュラムに組み込まれている。
フリードマンは、多数の科学者が疑似科学に関する教育を避ける理由として、疑似科学に過度の注意を払うことは、疑似科学に威厳をつけてしまう可能性があると述べている。一方、パークは、疑似科学が社会に対する脅威となりうることを強調し、科学者には科学と疑似科学の見分け方を教える責任があると考えている。
ホメオパシーなどの疑似科学は、一般的には良心的なものであっても、偽医者に利用されることがある。これは、不適任な施術者が医療を行うことを可能にするため、深刻な問題となる。ホメオパシーのイデオロギーを妄信している狂信者は、典型的な詐欺師よりも深刻な脅威となる可能性がある。非合理的な医療は無害ではなく、患者に偽医療を信頼させてしまうことは不用心なことである。
2016年12月8日、ジャーナリストのマイケル・V・レバインは、ウェブサイト「Natural News」がもたらす危険性を指摘した。
胡散臭いセールスマンは、医学の黎明期から偽療法を押し付けてきたが、今日では「Natural News」などのウェブサイトが、危険な反医薬品・反ワクチン・反GMOの疑似科学をソーシャルメディアに氾濫させ、何百万もの人々を予防可能な病気にかかる危険にさらしている。
反ワクチン運動は、小児用ワクチンと自閉症の発症を関連付ける疑似科学的研究を引用し、子供にワクチンを接種しないよう多数の親を説得してきた。それには、ASDの子供によく認められる消化器疾患と発達遅滞の併発が、ワクチン接種後2周間以内に発生していると主張したアンドリュー・ウェイクフィールドの研究が含まれる。この研究は、最終的に出版元によって撤回され、ウェイクフィールドは医師免許を剥奪された。

## 疑似科学とみなされているもの

### 自然科学
- 鯨食害論
  - 個々に示されるデータが作為的である。
- ロイヤル・レイモンド・ライフ
- 千島学説
- 常温核融合
- 水からの伝言
  - 教材を意見交換するホームページで、道徳の授業での活用が提案され物議をかもした[111][112]。
- 神経神話
  - ゲーム脳、脳の10パーセント神話など、認められない俗説が発生しないよう神経科学学会が取り組むことを宣言している[112]。
- 地震に関する宏観異常現象
  - 地震雲など

### 社会科学
- 5匹の猿の実験
  - 猿の社会性にまつわる動物実験。Gary HamelとC. K. Prahaladの著書『Competing For The Future』（1996年）で登場したが著者はソースを提示しなかった。以降、数多くの人物がこの実験について言及しているがこの実験の存在が確認されたことはない[113]。
- アドラー心理学
  - アドラーと交流のあった科学哲学者のカール・ポパーはアドラーの個人心理学は疑似科学を伴った理論であると批判している。1919年のある時、ポパーは小児患者の症例をアドラーに報告した。しかし、アドラーはその患者を診た事さえないのに、自分の劣等感理論によってその事例を事も無げに分析してみせたという。ポパーによれば、アドラーの個人心理学のように、どんな事例も都合よく解釈でき、反証可能性の無い理論はニセ科学である。これがアインシュタインの相対性理論のような本物の科学とは異なる点だと言う[114]。
- オーパーツ
- サイエントロジーと精神医学や、その『ダイアネティックス』の著作
- サブリミナル効果[115]
  - 各国の放送倫理規定等で禁止されているが、数多くの検証実験によって殆ど効果は無いとされ、有っても極めて限定的な効果しか立証されていない。
- 精神分析学
  - 学問とみなされる一方、カール・ポパーを初め疑似科学に過ぎないとみなしているものも多い。ポパーらの科学哲学者は反証可能性の観点から精神分析学を疑似科学とし、Grunbaumにいたっては精神分析学は反証可能性をもつ（なぜならそもそも精神分析学は全くの間違いであるから）と批判した。フロイトの治療業績のいくつか（アンナ・Oの有名な奇跡を含め）捏造であると告発する者もいる (Borch-Jacobsen, 1996[要文献特定詳細情報])[注釈 12]。
- 血液型性格分類
  - 1970年代以降ブームを起こし、将来の研究までも否定するものではないが、2000年ごろまでの研究ではABOの血液型と性格との関係に妥当性はないとされており、2005年には放送倫理・番組向上機構からも番組で取り上げないよう勧告が出された[116][117]。
- 超心理学とサイ科学
  - 超心理学では実験の再現性という科学の必須条件がおざなりにされているとされる[118]。研究歴は通算120年を超えるが劇的な成果はない[119]。
- MBTI
  - 質問紙による性格診断であり、外向型・内向型、感覚型・直観型、思考型・感情型、判断型・認知型の4つの二分法を掛け合わせた16の性格類型に分類する手法。心理計測法としてのMBTIの妥当性（統計的妥当性および検定的妥当性）は、たびたび批判の的となっており、1991年に米国科学アカデミーの審査委員会は、「キャリア・カウンセリング・プログラムにおいてMBTIの使用を正当化するのは難しく、MBTIはよく計画された研究ではない」と結論づけられている。
- アーリアン学説
  - 元は言語学におけるヨーロッパの言語とサンスクリット語の類似性（インド・ヨーロッパ語族）についての仮説だったが、これを「ヨーロッパ人とインド人はアーリア人から分派した末裔であり、文化の創造はアーリア人によって成されたものである」と拡大解釈した学説。これを基にナチス・ドイツはアーリア人至上主義[120]を掲げ、対極にあるとされたユダヤ人迫害の大義名分とした。近年では科学的、そして言語学的に否定されている。

### 応用科学
通常医療（西洋医学）にも疑似科学が混入することがあるのは知られている。世間に広く知れ渡っている医学的俗説の中には、医学的な正当性がないにも拘らず医師がこれを信奉しているものもあるため、不適切な医療行為の原因になる恐れが指摘されている。
（以下の項目は一部の応用が「似非科学」であるものを含む。例えばゲルマニウム自体や半導体としての利用は似非科学ではないが、一部の応用例が該当する。）
- ゲルマニウム
  - 身に着けるゲルマニウムが健康にいいと言われたが、国民生活センターがテストするなど公的機関が対処した例[112]。菊池誠は、飲むゲルマニウムにはまじめな研究もあるが、身につけることには根拠がないとした[122][117]。ゲルマニウム温浴も参照。
- デトックス[117]
- 松永和紀によれば、一部は医療行為だが、そうでないものに根拠はないとされる[123]。
- ヒアルロン酸とコラーゲン[117]
- ホメオパシー
  - 疑似科学の検証で頻繁に登場するトピックで偽薬の効果しかないとされ、2010年には通常の医療を回避したことによって死亡事故が起こり、日本学術会議が見解を示す事態となった[124][117]。バッチフラワー（フラワーエッセンス）はその関連。
- マイナスイオン
  - 松永和紀による科学ジャーナリスト賞2008を受賞した『メディア・バイアス あやしい健康情報とニセ科学』[125]によれば、2000年以降にテレビや雑誌で取り上げられたが、2000年末には安井至が自身のサイトや新聞などで科学的迷信とし、2002年には研究者と安井の公開討論が企画された[126][117]。
- 有用微生物群（EM菌）
  - 2018年、日本国の環境相はEM菌について、「これまで、効果があるとの科学的な検証を承知していない」と否定的な考えを示した[127][117]。
- 血液サラサラ
  - 医学的定義がなく、毛細血管モデル通過の流動性を表すだけで実際の疾患との直接関連がないにもかかわらず、健康効果があるかのように商業的に利用され、高額商品販売の詐欺にも利用される疑似科学的概念である[128][129][130]。
- 親学
  - テレビを見せないなどの「伝統的子育て」により（先天性であるはずの）発達障害が予防可能と主張する[131]。
- 酵素栄養学
  - 酵素は触媒（化学反応を促すたんぱく質）であるため、加熱や胃の消化酵素で「失活する」（働きを失う）[132][133][134]。酵素は人間の細胞内で遺伝子の塩基配列によって必要な時に必要な分が合成されるため、「生の食物から酵素を取り入れる」という考え方は、酵素を栄養素として扱う点で誤りがある[134]。医学的には「潜在酵素」という概念は存在せず、「体内の酵素の量には限りがある」という説にも科学的な根拠はない[134][135][136]。
- 酸性食品とアルカリ性食品
  - 食事が体のpHバランスを変え病気を予防・治療できると誤認する根拠のない食事法である[137][138][139]。しかし、これらの主張は誤りであり、このダイエットのメカニズムを裏付ける証拠は存在しないため、栄養士や他の医療専門家によって推奨されていない[137][138][139]。
- noMSG
  - グルタミン酸ナトリウムの摂取が人体にとって有害であるという論。1968年に、グルタミン酸ナトリウムが中華料理店症候群を引き起こすというコラムが、医学論文雑誌の『The New England Journal of Medicine』に記事が掲載されたことにより、グルタミン酸ナトリウムが人体にとって有害であるという認識がアメリカを中心に伝播した。現在でもアメリカを中心に、食品に｢noMSG｣という表記がされることがある。実際には、グルタミン酸ナトリウムは適量であれば人体に有害では無く、上述の中華料理店症候群も数々の二重盲検法によって否定されている[140]。
- 霊氣
- 人体冷凍保存[141]
- MMRワクチン捏造論文事件（英語版）
- 腸疾患・自閉症・三種混合ワクチンが関連した新しい病気「自閉症的全腸炎（autistic enterocolitis）」があるとした説。
- ベル・ギブソン（英語版）
  - 有機農業で生産された食品のみを摂取することによって末期がんを克服したと称していたオーストラリア人女性。 The Whole Pantry なる著作や自身のSNSアカウントで“がんを克服した”メニューを紹介し、噂を聞き付けたアップルがこれをアプリ化して新製品であるApple Watchの目玉の一つにしようとしたり、真に受けた世界中のがん患者が病院での治療を中止して症状が悪化する等の騒動を引き起こした。後に、ジャーナリストの調査によりギブソンはがんなどに罹患したことがないと証明され、詐欺容疑で収監された。
- 量子医学（英語版）
  - 量子力学的な現象が健康や福祉に影響を与えるとする理論。粒子と波動の二重性や仮想粒子を含む様々な量子力学の概念や、より一般的にはエネルギーや波動（バイブレーション）などの関係性を仄めかす、様々な派生形が数多く存在する[142]。現代の物理学に対する意図的な誤解について批判がなされている[143]。特に（人体や個々の細胞などの）巨視的な対象は量子干渉や波動関数の崩壊などの量子物性を本質的に見せるにはあまりにも巨大すぎるという事実が問題となっている。
- 虹彩学（英語版）
  - 虹彩を疾病の分析に利用しようとする考え方[144]。1000人を超える人々から撮った4000枚以上の虹彩を用いた1957年から行われたドイツの研究では、分析方法として有用ではないとの結論に至った[145]。
- 副腎疲労（英語版）
  - ストレスなどによ副腎が"疲労"してホルモンが適切に分泌できなくなり、慢性的疲労などの症状が出るという病気。アメリカでは一般的と紹介されることも多いが、アメリカを含め主要な内分泌学会では医学的な疾患単位として認められていない。2016年にも系統的レビューが行われたが、存在は否定された[146]。

- リーキーガット症候群
  - 腸管壁の透過性が亢進し、本来吸収されるべきでない物質が血中に漏れ出すことで、アレルギー、自己免疫疾患、疲労感など様々な体調不良が引き起こされるとする説。医学界で広く認知された疾患概念ではなく、診断基準も確立されてない[147]。

### 宗教的信念
創造論・創造科学・インテリジェント・デザイン神や知的設計者が人間を作ったとして進化論を批判し、欧米で活発に議論されている。

### マーティン・ガードナー
以下は、マーティン・ガードナーが著書『奇妙な論理』（1952年）で言及したものである：
- 地球空洞説・地球平面説
- 彗星・隕石などによる天変地異
  - イマヌエル・ヴェリコフスキーの『衝突する宇宙』
  - 宇宙氷理論
- チャールズ・フォートとフォート協会
- UFO
- アルフレッド・ウィリアム・ローソンのローソノミー
- 反ニュートン力学・反相対性理論
- 重力制御・重力遮断
- ダウジング
- 生命の自然発生説と生命の人工的生成
  - 生命の彗星飛来説
- ルイセンコ主義
- 人種差別の「科学的」根拠（人種主義）
- 海に沈んだ超大陸
  - アトランティス大陸
  - ムー大陸
  - レムリア大陸
- ピラミッドパワーと数秘術
- 代替医療（の一部）
  - ホメオパシー
  - 自然療法(naturopacy)
  - 整骨療法
  - カイロプラクティック
- 偽医療と偽医療装置
  - ラジオニクス
  - ゲオルギイ・グルジエフのムーヴメンツやアレイスター・クロウリーのオカルティズム
  - エドガー・ケイシーの健康法
- フードファディズム・偽食事療法
  - 断食療法
  - フレッチャー主義（ひたすらよく噛んで食べる）
  - 合食禁
  - 反牛乳主義
  - 菜食主義
  - 有機農業
- 視力矯正
  - ウィリアム・ホレイショ・ベーツの近視矯正術
- 性に関するある種の理論
  - 男女の産み分け[注釈 13]
  - 強精剤と回春剤
  - 優生学
- オルゴン理論
- 一般意味論・心理劇（これについてはガードナーも判断を保留している）
- ダイアネティックス(現在のサイエントロジー教会)
- ある種の性格判断
  - 骨相学
  - 相貌心理学
  - 筆跡学
  - 手相術
  - ジョゼフ・バンクス・ラインが行った超能力研究[注釈 14]
- 永久機関
- 盲目の人が指で文字をなぞって字を読む。
- 超能力を教育する機械
- ユリ・ゲラーと超物理学